# Dominik Mašek
Dominik Mašek (* 10. Juli 1995 in Příbram) ist ein tschechischer Fußballspieler.

## Karriere

### Vereine

#### 1. FK Příbram
Mašek begann seine Karriere im Jahr 1999 in der Jugend des 1. FK Příbram. Am 28. Mai 2011 feierte Mašek im Alter von 15 Jahren und 322 Tagen sein Debüt in der Synot Liga, als er am 30. Spieltag der Saison 2010/11 beim 2:0-Auswärtssieg über Baník Ostrava in der 83. Spielminute für Zdeněk Koukal eingewechselt wurde. Dieser Einsatz machte ihn zum jüngsten Spieler der Ligageschichte. Zuvor gelangen ihm 22 Tore in 16 U-17-Einsätzen und 14 Tore in zwölf U-19-Einsätzen. In der Saison 2011/12 kam Mašek zu drei weiteren Einsätzen in der ersten Mannschaft. Zudem kam er zu neun Einsätzen bei der U-19, in denen ihm 13 Tore gelangen.

#### Hamburger SV
In der Winterpause der Saison 2011/12 wechselte Mašek zum Hamburger SV. Er unterschrieb einen Jugendfördervertrag für die Nachwuchsmannschaften und sollte zunächst in der A-Jugend (U-19) und der zweiten Mannschaft (U-23) zum Einsatz kommen. Am 26. Februar 2012 bestritt er bei der 0:1-Niederlage gegen die U-19 des Stadtrivalen des FC St. Pauli sein Debüt über 77. Spielminuten in der A-Jugend-Bundesliga.
Zur Saison 2012/13 rückte Mašek in den Kader der zweiten Mannschaft auf. Er gab sein Debüt im Herrenbereich am ersten Spieltag beim 2:1-Auswärtssieg gegen den FC Oberneuland, als er in der 72. Spielminute für Felix Brügmann eingewechselt wurde. Zusätzlich wurde er bis zum Ende der Saison 2013/14 in der U-19 eingesetzt. Zur Saison 2014/15 kam Mašek offiziell ins Herrenalter.

#### SC Cambuur
Zur Saison 2015/16 wechselte Mašek zum niederländischen Erstligisten SC Cambuur. Er unterschrieb einen Zweijahresvertrag bis zum 30. Juni 2017 mit einer Option auf ein weiteres Jahr.

#### Bohemians 1905
Im Sommer 2016 wechselte Mašek zum tschechischen Club Bohemians Prag 1905, bei dem er drei Jahre spielte und in 75 Spielen 13 Tore schoss und sechs weitere vorlegte.

#### Mlada Boleslav
Im Januar 2019 wechselte Mašek erneut, dieses Mal allerdings zum tschechischen Erstligisten FK Mladá Boleslav. In seinen dreieinhalb Saisons bei diesem Club kommt er auf 38 Einsätze, bei denen er sieben Tore schoss. Die Freude an dem Wechsel hielt nicht lange an, Dominik Mašek wechselt nur ein halbes Jahr später auf Leihbasis zu einem anderen Erstligisten aus Tschechien, FC Fastav Zlín. Dort wird er auch nicht glücklich und kehrt schließlich ein weiteres halbes Jahr später zu FK Mladá Boleslav zurück.

#### FK Jablonec
Seit der Wintertransferperiode 2022 spielt Mašek bei FK Jablonec. Dort kam er bereits auf insgesamt sieben Einsätze, davon fünf in der Liga und zwei im Pokal, und schoss sein einziges Tor im MOL Cup in der zweiten Runde gegen FK Slavoj Vyšehrad.

### Nationalmannschaft
Mašek ist derzeit Junioren-Nationalspieler Tschechiens. Er absolvierte sieben Spiele bei der U-16-Nationalmannschaft (sieben Tore) und 26 Partien bei der U-17-Auswahl (sieben Tore), mit der er 2011 an der U-17-Europameisterschaft teilnahm. Von August 2012 bis Mai 2014 lief Mašek 22-mal für die U-19-Auswahl, bei der er neun Tore erzielte.